# Tomoristadion
Het Tomoristadion is een multifunctioneel stadion in Berat, Albanië. Het stadion werd in 1985 geopend en in 2011 gerenoveerd. KS Tomori Berat speelt er zijn thuiswedstrijden. Het Albanees voetbalelftal speelde er één interland.
| 1 | 6 augustus 1988 | Albanië – Cuba | 0 – 0 | Vriendschappelijk | 4.000 |